# روبرتو سميث
روبرتو سميث (بالإسبانية: Roberto Smith Perera) هو رياضياتي فنزويلي، ولد في 1958 في باركيسيميتو في فنزويلا.